# De Arbeiderspers

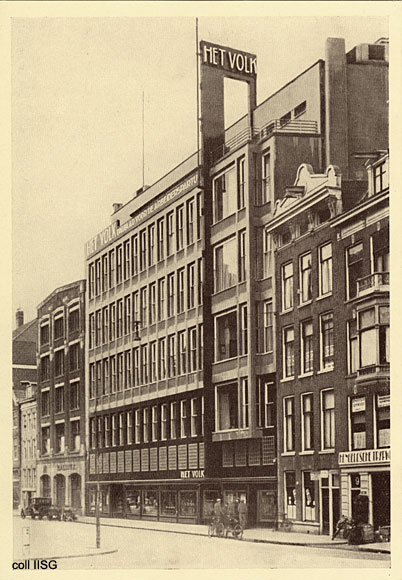
Fosta clădire a Het Volk și De Arbeiderspers, Hekelveld 15, Amsterdam, proiectată de Jan Buijs

De Arbeiderspers este o editură olandeză, care a avut inițial o orientare socialistă. Numele ei înseamnă „Presa muncitorilor”. Compania a fost înființată în 1929 prin fuziunea companiilor Elektrische Drukkerij Vooruitgang dim Amsterdam, care edita din anul 1900 ziarul Het Volk al Partidului Social Democrat al Muncitorilor din Țările de Jos, Drukkerij en Uitgeversmaatschappij Voorwaarts din Rotterdam, care edita ziarul Voorwaarts, și N.V. Boekhandel en Uitgevers Maatschappij Ontwikkeling din Amsterdam. În prezent, ea face parte dintr-un mare conglomerat media, Weekbladpersgroep, care include, de asemenea, editurile De Bezige Bij și Querido.

## Conducerea și politica editorială
Până în anii 1960 editura a fost cunoscută ca un „bastion socialist” și până în 1964, când s-a alăturat Martin Ros, literatura publicată era privită cu suspiciune — editura a publicat romane provinciale ale unor autori precum Herman de Man și A.M. de Jong. Martin Ros, un publicist citit și ascultat, a fost angajat special pentru a „se amesteca în oală”, iar una dintre primele sale achiziții a fost Gerrit Komrij, care era la acel moment un tânăr poet cu o orientare formalistă, nesocialistă. Ros este responsabil, de asemenea, împreună cu directorul Johan Veeninga, pentru inițierea și elaborarea seriei Privé-domein. Theo Sontrop s-a alăturat companiei în anul 1972.
Până în 1991 Sontrop a fost director administrativ. Ronald Dietz i-a succedat, iar în timpul mandatului său editura a pierdut o parte din scriitorii de profil înalt (Jeroen Brouwers, Kristien Hemmerechts și alții). Martin Ros a demisionat în 1997. Atunci când Gerrit Komrij, unul dintre cei mai cunoscuți scriitori neerlandezi, a semnat în anul 2000 un contract cu De Bezige Bij, presiunea asupra lui Dietz a crescut și el a demisionat din funcție. Rob Haans a devenit director interimar.

## Privé-domein
Una dintre cele mai de succes serii ale editurii Arbeiderspers este Privé-domein („domeniul privat”), alcătuită din memorii și autobiografii. Seria a fost inspirată de o serie similară de ego documente de Editions du Cap, numită Domaine privé, al cărui titlu a fost împrumutat. Primele volume (memoriile lui Mary McCarthy și un jurnal incitant al lui Paul Léautaud) au fost publicate în 1966 și pe parcursul a patruzeci și cinci de ani au apărut aproape trei sute de cărți în această serie. „Anii de aur” ai seriei au fost anii 1980, atunci când redactrii editurii erau Martin Ros, Theo Sontrop și Emile Brugman.

## Legături externe
- Alles over Privé-domein, website incl. reviews, catalog, and interviews.
- Collectie Glasdia's Arbeiderspers at the International Institute of Social History